# Steuben
Steuben is een plaats (village) in de Amerikaanse staat Wisconsin, en valt bestuurlijk gezien onder Crawford County.

## Demografie
Bij de volkstelling in 2000 werd het aantal inwoners vastgesteld op 177. In 2006 is het aantal inwoners door het United States Census Bureau geschat op 153, een daling van 24 (-13,6%).

## Geografie
Volgens het United States Census Bureau beslaat de plaats een oppervlakte van 16,0 km², geheel bestaande uit land. Steuben ligt op ongeveer 215 m boven zeeniveau.

## Plaatsen in de nabije omgeving
De onderstaande figuur toont nabijgelegen plaatsen in een straal van 16 km rond Steuben.